# Vladimir Rostislavovič Gardin
Vladimir Rostislavovič Gardin (Mosca, 18 gennaio 1877 – Leningrado, 28 maggio 1965) è stato un regista e attore russo.

## Biografia
Divenne famoso fra la fine del XIX e il primo decennio del XX secolo come attore di teatro specializzato negli adattamenti teatrali di classici letterari russi in compagnie quali quella di Vera Komissarževskaja. Nel 1913 iniziò a lavorare nel con la direzione di pellicole cinematografiche tratte dalla grande narrativa russa: Anna Karenina (1914), Sonata a Kreutzer (1914), Un nido di nobili (1914), Guerra e pace (1915), Alla vigilia (1915).
Dopo la rivoluzione russa del 1917, Gardin ha organizzato e presieduto la prima scuola di cinema al mondo, conosciuta ora come VGIK. Con l'avvento del cinema sonoro, interruppe l'attività di regia e tornò a recitare; ottenne un ampio consenso di critica e il titolo di Artista del popolo dell'Unione Sovietica nel 1947. Gardin ha pubblicato due volumi di memorie nel 1949 e nel 1952.

## Filmografia

### Attore
- 1812 (1912)
- Klyuchi schastya (in russo Ключи счастья?, Klûči sčast'â), regia di V. Gardin e Yakov Protazanov (1913)
- Ènver-paša (in russo Энвер-паша?, Ènver-paša) (1914)
- Dni našej žizni (in russo Дни нашей жизни?, Dni našej žizni) (1914)
- Privalovskie milliony (in russo Приваловские миллионы?, Privalovskie milliony) (1915)
- Voyna i mir (in russo Война и мир?, Vojna i mir), regia di V. Gardin e Yakov Protazanov (1915)
- Vlast' zemli (in russo Власть земли?, Vlast' zemli) (1916)
- K narodnoy vlasti (in russo К народной власти?, K narodnoj vlasti), regia di Wladyslaw Starewicz (1917)
- Smelchak, regia di Mikhail Narokov e Nikandr Turkin (1919) - cortometraggio
- Il fabbro e il gran cancelliere (in russo Слесарь и канцлер?, Slesar' i kancler), regia di V. Gardin (1924)
- Nashi devushki (in russo Наши девушки?, Naši devuški), regia di Vladimir Braun e A. Galai (1930)
- Mertvaya dusha (in russo Мертвая душа?, Mertvaâ duša), regia di Vladimir Fraynberg (1930)
- Goroda i gody (in russo Города и годы?, Goroda i gody), regia di Yevgeni Chervyakov (1930)
- Po tu storonu (in russo По ту сторону?, Po tu storonu) (1930)
- Schastlivyy Kent (in russo Счастливый Кент?, Sčastlivyj Kent), regia di Vladimir Shmidtgof (1930)
- Ih puti razošlis'  (in russo Их пути разошлись?, Ih puti razošlis') (1931)
- Sekret (in russo Секрет?, Sekret) (1931) - cortometraggio
- Krov zemli (in russo Кровь земли?, Krov' zemli), regia di Mikhail Averbakh (1931)
- Snayper (in russo Снайпер?, Snajper), regia di Semyon Timoshenko (1932)
- Vstrečnyj (in russo Встречный?, Vstrečnyj), regia di Fridrikh Ermler e Sergei Yutkevich (1932)
- Serdtse Solomona, regia di Sergey Gerasimov e M. Kresin (1932)
- Dvadtsat shest komissarov (in russo Двадцать шесть комиссаров?, Dvadcat' šest' komissarov), regia di Nikoloz Shengelaya (1932)
- Blestâŝaâ kar'era (in russo Блестящая карьера?, Blestâŝaâ kar'era) (1932)
- Annenkovshina, regia di Nikolai Beresnyov (1933)
- Iudushka Golovlyov (in russo Иудушка Головлёв?, Iuduška Golovlëv), regia di Aleksandr Ivanovsky (1933) come V. Gardin
- Pesnya o shchastye, regia di Mark Donskoy e Vladimir Legoshin (1934)
- Chudo (in russo Чудо?, Chudo), regia di Pavel Petrov-Bytov (1934)
- Krestyane (in russo Крестьяне?, Krest'âne), regia di Fridrikh Ermler (1935)
- Gibel sensatsii (in russo Гибель сенсации?, Gibel' sensacii), regia di Aleksandr Andriyevsky (1935)
- Intrigan, regia di Yakov Urinov (1935)
- Dubrovskiy (in russo Дубровский?, Dubrovskij), regia di Aleksandr Ivanovsky (1936)
- Ya lyublyu (in russo Я люблю?, Â lûblû), regia di Leonid Lukov (1936)
- Konduit, regia di Boris Shelontsev (1936)
- Kontsert Bethovena (in russo Концерт Бетховена?, Koncert Bethovena), regia di Mikhail Gavronsky (1937) come Vl. Gardin
- Pugachyov (in russo Пугачёв?, Pugačëv), regia di Pavel Petrov-Bytov (1937)
- Yunost poeta (in russo Юность поэта?, Ûnost' poèta), regia di Abram Naroditsky (1937)
- Solovey (in russo Соловей?, Solovej), regia di Eduard Arshansky e B. Zhemchuzhnikov (1937)
- God 19-yy, regia di Ilya Trauberg (1938)
- Vragi (in russo Враги?, Vragi), regia di Aleksandr Ivanovsky (1938)
- Orizzonte di gloria (in russo Пётр Первый?, Pëtr Pervyj II), regia di Vladimir Petrov (1938)
- Orso (in russo Человек в футляре?, Čelovek v futlâre), regia di Isidor Annensky (1939)
- Sluchay na polustanke, regia di Oleg Sergeyev e Sergei Yakushev (1939)
- Stepan Razin, regia di Ivan Pravov e Olga Preobrazhenskaya (1939)
- La sconfitta di Judenič (Razgrom Yudenicha), regia di Pavel Petrov-Bytov (1941)
- Paren iz taygi (in russo Парень из тайги?, Paren' iz tajgi), regia di Olga Preobrazhenskaya (1941)
- Anton Ivanovič si arrabbia (in russo Антон Иванович сердится?, Anton Ivanovič serditsâ), regia di Aleksandr Ivanovsky (1941)
- Morskoy batalion (in russo Морской батальон?, Morskoj batal'on), regia di Aleksandr Faintsimmer e Adolf Minkin (1946)
- Solistka baleta (in russo Солистка балета?, Solistka baleta), regia di Aleksandr Ivanovsky (1947) come V. Gardin
- Ogni Baku (in russo Огни Баку?, Ogni Baku), regia di Iosif Kheifits, Rza Takhmasib e Aleksandr Zarkhi (1950)
- Missione segreta (in russo Секретная миссия?, Sekretnaâ missiâ), regia di Mikhail Romm (1950)

### Regista
- Anna Karenina (in russo Анна Каренина?, Anna Karenina) (1914)[1],
- Sonata a Kreutzer (in russo Крейцерова соната?, Krejcerova sonata) (1914)[1]
- Dvorjanskoe gnezdo (in russo Дворянское гнездо?) (1914)
- Alla vigilia (in russo Накануне?, Nakanune) (1915)
- Mysl' (in russo Мысль?, Mysl) (1916)
- La grande passione (in russo Великая страсть?, Velikaâ strast') (1916)
- La gloria forte... la morte è debole (in russo Слава сильным... гибель слабым...?, Slava sil'nym... gibel' slabym...) (1916)[1]
- Železnaja pjata (in russo Железная пята?) (1919)
- Serp i molot (in russo Серп и молот?, Serp i molot) (1921)
- Un fantasma si aggira per l'Europa (in russo Призрак бродит по Европе?, Prizrak brodit po Evrope) (1922)
- Il fabbro e il gran cancelliere (in russo Слесарь и Канцлер?, Slesar' i Kancler) (1923)
- Osobnjak Golubinych (in russo Особняк Голубиных?, Osobnâk Golubinyh) (1924)
- Quattro e cinque (in russo Четыре и пять?, Četyre i pât') (1924)
- Il matrimonio dell'orso (in russo Медвежья свадьба?, Medvež'â svad'ba) (1925)
- La croce e Mauser (in russo Крест и маузер?, Krest i mauzer) (1925)
- La carriera di Spirka Shpandyrya (in russo Карьера Спирьки Шпандыря?, Kar'era Spir'ki Špandyrâ) (1926)
- Kastus' Kalinovskij (in russo Кастусь Калиновский?, Kastus' Kalinovskij) (1927)
- Poėt i car' (in russo Поэт и царь?, Poèt i car') (1927)